# 樊尚·佩里卡尔
雲生·達保羅·佩里卡（法語：Vincent de Paul Péricard，1982年10月3日—）出生於喀麦隆，前法國職業職業足球員，司職前鋒。

## 生平

### 球會
早年
在喀麦隆出生的佩里卡自小移居法國，於法甲老牌球會聖伊天出道，未幾於代表法國U18作賽時被意甲勁旅祖雲達斯相中羅致旗下。在都靈兩年僅於2002年3月20日在歐聯無關痛癢的第二輪分組賽最後一場主場一次代表「老婦人」出戰阿仙奴，於下半場後補上陣，但卻獲得時任英甲球會樸茨茅夫領隊的哈里·雷德克纳普賞識。
樸茨茅夫
2002年夏季佩里卡以借用身份加盟樸茨茅夫一個球季，於2002/03年球季揭幕戰主場對諾定咸森林處子登場，開賽僅8分鐘的勁射對方門將僅能擋出，隊友（Deon Burton）門前「執死雞」先拔頭籌；下半場開場佩里卡接應（Gary O'Neil）傳球頂入為球隊鎖定2-0勝局。雖然下半季佩里卡飽受傷患困擾，但整季仍為樸茨茅夫上陣35場及射入10球，其中9個為聯賽入球，協助球隊贏得甲組聯賽冠軍及升班英超資格。球季結束後樸茨茅夫向祖雲達斯要求正式收購佩里卡，祖雲達斯開價100萬英鎊，最終樸茨茅夫還價44萬英鎊附加33%轉售分紅取得佩里卡的擁有權。
2003/04年球季季初佩里卡一直擔任球隊正選，直到9月尾因大腿肌肉撕裂而缺陣。12月才告復健重返一隊，但在復出前為預備隊上陣卻重創十字韌帶，因傷而提早「收咧」。2004年夏季他返回法國動手術治理傷患，手術後花了整季用於康復治療。2005年8月傷勢復原後，他前赴喀麦隆參加為友賽一支法國業餘球隊維勒蒙伯（Villemomble）的國家隊訓練營。
2003/04年球季佩里卡重返法頓公園球場，獲外借到錫菲聯3個月爭取回復狀態，期間在對米禾爾及盧頓各射入1球；其後於2006年2月再被外借到普利茅夫渡過餘下球季，在2月18日主場3-1擊敗高雲地利包辦3個入球，首次在英格蘭上演帽子戲法。他於5月在尚餘1場聯賽獲召提早歸隊，季後約滿遭樸茨茅夫放棄。
史篤城
由普利茅夫轉投史篤城的領隊東尼·佩利斯隨即向佩里卡招手，於2006年6月19日以自由身加盟史篤城，動筆簽約3年，是東尼·佩利斯重返史篤城第二度任教首名簽入的球員。最初他的表現出色，於開季首場主場對升班競爭對手打比郡先拔頭籌，射入加盟後首個入球，協助球隊2-0獲勝，繼後於英格蘭聯賽盃對達寧頓再下一城及返回聯賽在對新特蘭又入一球，但在餘下球季他卻無以為繼，更被另一名由樸茨茅夫來投的富拿（Ricardo Fuller）取代其正前鋒席位。
2007/08年球季佩里卡參加史篤城的季前熱身賽並且取得入球，在新球季剛展開還未有上陣機會，佩里卡於2007年8月24日以妨礙司法公正罪被普利茅夫刑事法庭（Plymouth Crown Court）判處入獄4個月，案情透露去年3月6日，當時佩里卡以外借身份效力普利茅夫，駕駛其梅賽德斯-賓士CLK 500轎跑車由朴茨茅斯前往普利茅斯進行訓練，在A38公路一處雙程雙向分隔車道（dual carriageway）以時速103公里被映超速相，曾有兩次超速被停牌紀錄的佩里卡聲稱當時是其後父駕車，當警方在法國找到其後父時，發現他自2003年後再沒有踏足英國，而其中一張正面超速相證實佩里卡當時是司機，警方多次發信給他不獲回覆，直到12月佩里卡才向警方發表聲名認錯及道歉，但其後被捕及提出控訴。在服刑1個月後，於9月24日獲釋，但需要配帶電子標籤，每天只可由早上7時至晚上7時離家12小時，史篤城需要將晚練時間表備案讓他可以超時回家，佩里卡於10月初返回史篤城復操，表示監獄食物差，經常肚餓及體重下降。但因繫於足踝的電子標籤在操練及為預備隊上陣時曾經鬆脫，他於10月11日再次被捕，於10月24日再次獲釋，隨即於週末正選出戰布里斯托城。但他在史篤城陣中已非必然正選，直到2008年3月僅為球隊在5場聯賽及1場英格蘭足總盃上陣，沒有入球，於3月14日被外借到另一支英冠球隊修咸頓直到球季結束，期間上陣5場亦沒有斬獲，季後結束借用返回史篤城，而球隊已取得聯賽亞軍及直接升班英超席位，但佩里卡在史篤城這個重要球季可說是毫無貢獻。
2008/09年球季佩里卡只獲派在盃賽上陣，於英格蘭聯賽盃分別出戰車頓咸、雷丁及洛達咸，在對雷丁時除先拔頭籌外，更於加時後雙方仍然2-2和局，互射十二碼時為史篤城射入最後一球，以4-3淘汰對手，賽後佩里卡表示他已重新做人，將於季後約滿的佩里卡希望憑表現獲得續約機會。直到2008年12月13日他才獲派為球隊首次在英超上陣，於主場0-0賽和富咸下半場後補登場；一星期後作客對剛由艾拿戴斯接手領軍的布力般流浪更正選上陣，雖然12月份取得4次聯賽上陣，當球隊在1月轉會窗引入比亞堤及亨利·卡马拉（Henri Camara），他亦已意識到自己為一隊上陣無多，於2009年2月20日毅然以外借身份加盟英甲球隊米禾爾三個月，但僅第二場比賽即受傷被擔架抬離場，賽後證實撕裂跟腱需要動手術，餘下球季亦告「泡湯」。球季結束後合約屆滿的佩里卡遭史篤城放棄。
卡素爾
遭棄用後佩里卡曾短暫參加英冠球會布里斯托城、卡迪夫城及黑池的試訓，其後再到錫菲聯仍然不得要領。最終於2009年10月13日以短約形式加盟英甲的卡素爾，為期僅三個月至翌年1月屆滿。他於10月17日首次披甲作客出戰伊奧維；於返回主場2-1擊敗修安聯即取得加盟後首個入球。佩里卡在上半季為球隊在各項競賽上陣16場及射入6球，雖然領隊格雷格·阿波特（Greg Abbott）希望他能延長合約留效到球季結束，他最初表示願意，但於2010年1月12日正式約滿卡素爾的佩里卡最終拒絕留隊，預計即將轉投另一支英甲球隊。雖然有英冠球隊對他表示興趣，佩里卡選擇加盟英甲的史雲頓，簽約18個月。

### 國家隊
佩里卡曾代表法國在不同青少年年齡組別參加國際賽，最後為法國U21。擁有喀麦隆及法國雙重國籍的佩里卡亦曾參加喀麥隆國家隊的訓練營。

## 榮譽
樸茨茅夫
- 英格蘭甲組〈第二級〉聯賽冠軍：2002/03年；

史篤城
- 英格蘭冠軍聯賽亞軍：2007/08年（只在聯賽上陣5場）；

## 外部連結
- 足球数据库：樊尚·佩里卡尔的球员统计数据
- 史篤城官網簡歷
- 普利茅夫官網簡歷
- Soccerway profile （页面存档备份，存于）
- Pericard back after injury and prison （页面存档备份，存于）